# Campionati albanesi di ciclismo su strada
I Campionati albanesi di ciclismo su strada (Kampionati Kombëtar i Çiklizmit) sono la manifestazione ciclistica annuale che assegna il titolo di Campione di Albania. I vincitori hanno il diritto di indossare per un anno la maglia di campione albanese, come accade per il campione mondiale.

## Campioni in carica
| Uomini Elite | Uomini Elite | Uomini Elite |
| ------------ | ------------ | ------------ |
| In linea     | Iltjan Nika  |              |
| Cronometro   | Ylber Sefa   |              |
| Donne Elite  |              |              |
| In linea     |              |              |
| Cronometro   |              |              |

## Albo d'oro

### Titoli maschili
| Anno      | Vincitore         | Secondo         | Terzo           |
| --------- | ----------------- | --------------- | --------------- |
| 1998      | Besnik Musaj      | Gezim Miloja    | Altin Buzi      |
| 1999      | Besnik Musaj      | Agron Bogan     | Alexander Lazri |
| 2001-2001 | Non organizzata   | Non organizzata | Non organizzata |
| 2002      | Besnik Musaj      | Vangjel Kule    | Palion Zarka    |
| 2003-2006 | Non organizzata   | Non organizzata | Non organizzata |
| 2007      | Palion Zarka      | Erjon Buzi      | Jonid Tosku     |
| 2008      | Shpat Karai       | Besmir Banushi  | Erjon Buzi      |
| 2009      | Eugert Zhupa      | Redi Halilaj    | Ervin Haxhi     |
| 2010      | Redi Halilaj      | Ylber Sefa      | Besmir Banushi  |
| 2011      | Eugert Zhupa      | Besmir Banushi  | Erjon Buzi      |
| 2012      | Eugert Zhupa      | Ylber Sefa      | Besmir Banushi  |
| 2013      | Redi Halilaj      | Yrmet Kastrati  | Olsjan Velia    |
| 2014      | Xhuliano Kamberaj | Iltjan Nika     | Klinti Grembi   |
| 2015      | Redi Halilaj      | Eugert Zhupa    | Besmir Banushi  |
| 2016      | Eugert Zhupa      | Iltjan Nika     | Redi Halilaj    |
| 2017      | Ylber Sefa        | Redi Halilaj    | Besmir Banushi  |

| Anno      | Vincitore       | Secondo           | Terzo           |
| --------- | --------------- | ----------------- | --------------- |
| 2002      | Palion Zarka    | Besnik Musaj      | Admir Hasimaj   |
| 2003-2006 | Non organizzata | Non organizzata   | Non organizzata |
| 2007      | Palion Zarka    | Erjon Plaka       | Besmir Banushi  |
| 2008      | Palion Zarka    | Ervin Haxhi       | Leonard Zeneli  |
| 2009      | Eugert Zhupa    | Ervin Haxhi       | Palion Zarka    |
| 2010      | Non organizzata | Non organizzata   | Non organizzata |
| 2011      | Eugert Zhupa    | Ylber Sefa        | Sufa Autin      |
| 2012      | Eugert Zhupa    | Ylber Sefa        | Donald Mukaj    |
| 2013      | Redi Halilaj    | Olsjan Velia      | Marius Huqi     |
| 2014      | Iltjan Nika     | Xhuliano Kamberaj | Marildo Yzeiraj |
| 2015      | Eugert Zhupa    | Besmir Banushi    | Laert Bregu     |
| 2016      | Eugert Zhupa    | Ylber Sefa        | Laert Bregu     |
| 2017      | Iltjan Nika     | Besmir Banushi    | Olsian Velia    |

| Anno | Vincitore   | Secondo         | Terzo       |
| ---- | ----------- | --------------- | ----------- |
| 2015 | Iltjan Nika | Marildo Yzeiraj | Krisel Sota |
| 2017 | Iltjan Nika | Kristel Sota    | Devis Hasa  |

| Anno | Vincitore   | Secondo         | Terzo       |
| ---- | ----------- | --------------- | ----------- |
| 2015 | Iltjan Nika | Marildo Yzeiraj | Krisel Sota |